# Belozersk
Belozersk (în rusă Белозерск), până în 1777 Beloosero, în traducere „Lacul Alb”, „Bâlea”, este un oraș din regiunea Vologda, Rusia.